# East Blythe
East Blythe és una concentració de població designada pel cens dels Estats Units a l'estat de Califòrnia. Segons el cens del 2000 tenia 3 habitants.

## Demografia
Segons el cens del 2000, East Blythe tenia 3 habitants. La densitat de població era de 2,3 habitants/km².
Cap de les famílies estaven per davall del llindar de pobresa.

## Poblacions més properes
El següent diagrama mostra les poblacions més properes.